# Jean
Jean Raphael Vanderlei Moreira (Campo Grande, 24 juni 1986) is een Braziliaans voetballer die sinds 2016 speelt bij Palmeiras. In datzelfde jaar debuteerde hij in het Braziliaans voetbalelftal. Jean speelt voornamelijk als defensieve middenvelder, maar kan ook uitkomen als rechterverdediger.

## Clubcarrière
Jean maakte zijn debuut in het professionele voetbal op 17 juli 2005 in een met 1–2 verloren wedstrijd tegen Santos FC in de Campeonato Brasileiro Série A. In datzelfde seizoen behaalde hij met São Paulo FC de titel in de competitie. In zeven jaar tijd speelde hij ruim honderd wedstrijden voor zijn club. In 2006 en 2007 werd hij verhuurd aan clubs in lagere Braziliaanse voetbaldivisies. In 2008 speelde hij een seizoen lang bij de Portugese club FC Penafiel. Hij kwam hier echter nauwelijks aan speelminuten. Vier jaar later werd hij verhuurd aan Fluminense FC. Na de huurperiode tekende hij een blijvend contract. In 2012 won hij de titel van de Série A met Fluminense.

## Interlandcarrière
Op 13 november 2012 werd Jean voor het eerst opgeroepen door bondscoach Mano Menezes voor de vriendschappelijke interland tegen Argentinië. Hij viel in de 69e minuut in. In 2013 werd hij opgenomen in de selectie voor de FIFA Confederations Cup, die werd gewonnen door in de finale Spanje met 3–0 te verslaan. Jean zelf kwam niet aan speelminuten.
| Interlands van Jean voor Brazilië | Interlands van Jean voor Brazilië | Interlands van Jean voor Brazilië | Interlands van Jean voor Brazilië | Interlands van Jean voor Brazilië | Interlands van Jean voor Brazilië | Interlands van Jean voor Brazilië |
| №                                 | Datum                             | Wedstrijd                         | Uitslag                           | Soort wedstrijd                   | Doelpunten                        | Assists                           |
| Als speler bij Fluminense FC      | Als speler bij Fluminense FC      | Als speler bij Fluminense FC      | Als speler bij Fluminense FC      | Als speler bij Fluminense FC      | Als speler bij Fluminense FC      | Als speler bij Fluminense FC      |
| --------------------------------- | --------------------------------- | --------------------------------- | --------------------------------- | --------------------------------- | --------------------------------- | --------------------------------- |
| 1.                                | 21 november 2012                  | Argentinië – Brazilië             | 2 – 1                             | Vriendschappelijk                 | 0                                 | 0                                 |
| 2.                                | 6 februari 2013                   | Engeland – Brazilië               | 2 – 1                             | Vriendschappelijk                 | 0                                 | 0                                 |
| 3.                                | 21 maart 2013                     | Italië – Brazilië                 | 2 – 2                             | Vriendschappelijk                 | 0                                 | 0                                 |
| 4.                                | 6 april 2013                      | Bolivia – Brazilië                | 0 – 4                             | Vriendschappelijk                 | 0                                 | 0                                 |
| 5.                                | 25 april 2013                     | Brazilië – Chili                  | 2 – 2                             | Vriendschappelijk                 | 0                                 | 0                                 |
| 6.                                | 14 augustus 2013                  | Zwitserland – Brazilië            | 1 – 0                             | Vriendschappelijk                 | 0                                 | 0                                 |

Bijgewerkt op 27 juni 2015.

## Erelijst
Brazilië
- FIFA Confederations Cup

2013